# Польська футбольна перша ліга
Польська перша ліга з футболу (пол. I liga w piłce nożnej) — друга у піраміді футбольна ліга в Польщі, заснована 30 травня 1948 року. У 1949–2008 роках мала назву II ліга (пол. II liga).

## Формат
У змаганнях ліги беруть участь 18 команд. Сезон триває з середини липня до початку травня наступного року з зимовою перервою з початку грудня до початку березня. Наприкінці сезону дві найкращі команди першої ліги здобувають путівки до Екстракласи і відповідно команди, що посіли останні місця (1-4 клуби), переходять класом нижче до другої ліги
Перша і друга ліги знаходяться під управлінням Польського Футбольного Союзу (пол. Polski Związek Piłki Nożnej).

## Переможці І ліги
- 1949 : «Гурник» (Радлін)
- 1950 : «Полонія» (Битом)
- 1951 : «Лехія» (Гданськ)
- 1952 : «Гвардія» (Варшава), «Будовляні» (Ополе)
- 1953 : «Полонія» (Бидгощ)
- 1954 : «Заглембє» (Сосновець)
- 1955 : «Будовляні» (Ополе)
- 1956 : «Полонія» (Битом)
- 1957 : «Полонія» (Бидгощ), «Краковія» (Краків)
- 1958 : «Погонь» (Щецін), «Гурник» (Радлін)
- 1959 : «Одра» (Ополе), «Заглембє» (Сосновець)
- 1960 : «Лех» (Познань), «Сталь» (Мелець)
- 1961 : «Гвардія» (Варшава)
- 1962 : «Сталь» (Ряшів), «Погонь» (Щецін)
- 1963 : «Шомбєркі» (Битом)
- 1964 : «Шльонськ» (Вроцлав)
- 1965 : «Вісла» (Краків)
- 1966 : «Краковія» (Краків)
- 1967 : «Гвардія» (Варшава)
- 1968 : «Заглембє» (Валбжих)
- 1969 : «Гвардія» (Варшава)
- 1970 : РОВ «Рибник»
- 1971 : «Одра» (Ополе)
- 1972 : РОВ «Рибник»
- 1973 : «Шомбєркі» (Битом)
- 1974 : «Арка» (Гдиня), ГКС (Тихи)
- 1975 : «Відзев» (Лодзь), Сталь (Ряшів)
- 1976 : «Арка» (Гдиня), «Одра» (Ополе)
- 1977 : «Завіша» (Бидгощ), «Полонія» (Битом)
- 1978 : «Гвардія» (Варшава), ГКС (Катовіце)
- 1979 : «Завіша» (Бидгощ), «Гурник» (Забже)
- 1980 : «Балтик» (Гдиня), «Мотор» (Люблін)
- 1981 : «Погонь» (Щецін), «Гвардія» (Варшава)
- 1982 : ГКС «Катовіце», «Краковія» (Краків)
- 1983 : «Гурник» (Валбжих), «Мотор» (Люблін)
- 1984 : «Лехія» (Гданськ), «Радомяк» (Радом)
- 1985 : «Заглембє» (Любін), «Сталь» (Мелець)
- 1986 : «Лехія» (Гданськ), «Полонія» (Битом)
- 1987 : «Шомбєркі» (Битом), «Ягеллонія» (Білосток)
- 1988 : «Рух» (Хожув), «Сталь» (Мелець)
- 1989 : «Заглембє» (Любін), «Заглембє» (Сосновець)
- 1990 : «Гутник» (Краків)
- 1991 : «Сталь» (Стальова Воля)
- 1992 : «Погонь» (Щецін), «Сярка» (Тарнобжег)
- 1993 : «Варта» (Познань), «Полонія» (Варшава)
- 1994 : «Ракув» (Ченстохова), «Стоміл» (Ольштин)
- 1995 : «Шльонськ» (Вроцлав), ГКС (Белхатув)
- 1996 : «Одра» (Водзіслав-Шльонський), «Полонія» (Варшава)
- 1997 : «Дискоболія» (Гродзиськ-Великопольський), «Петрохемія» (Плоцьк)
- 1998 : «Рух» (Радзьонкув), ГКС (Белхатув)
- 1999 : «Дискоболія» (Гродзиськ-Великопольський), «Петрохемія» (Плоцьк)
- 2000 : «Шльонськ» (Вроцлав)
- 2001 : РКС «Радомсько»
- 2002 : «Лех» (Познань)
- 2003 : «Гурник» (Польковице)
- 2004 : «Погонь» (Щецін)
- 2005 : «Корона» (Кельце)
- 2006 : «Відзев» (Лодзь)
- 2007 : «Рух» (Хожув)
- 2008 : «Лехія» (Гданськ)
- 2009 : «Відзев» (Лодзь)
- 2010 : «Відзев» (Лодзь)
- 2011 : ЛКС (Лодзь)
- 2012 : «П'яст» (Глівіце)
- 2013 : «Завіша» (Бидгощ)
- 2014 : ГКС (Белхатув)
- 2015 : «Заглембє» (Любін)
- 2016 : «Арка» (Гдиня) та «Вісла» (Плоцьк)
- 2017 : «Сандеція» (Новий Сонч)
- 2018 : «Медзь» (Легниця)
- 2019 : «Ракув» (Ченстохова)
- 2020 : «Сталь» (Мелець)
- 2021 : «Радом'як» (Радом)
- 2022 : «Медзь» (Легниця)
- 2023 : ЛКС (Лодзь)
- 2024 : «Лехія» (Гданськ)
- 2025 : «Арка» (Гдиня)

## Скандали
У сезоні 2008/2009 Комісія Надзвичайних Справ ПЗПН на засіданні 15 липня 2009 року признала за справедливе рішення Трибуналу Футбольного Союзу з 2 квітня 2008 року, який присудив клуб «Відзев» опустити до нижчої ліги. Тому команда залишиться у сезоні 2009/2010 знову у I лізі. У зв'язку з тим безпосередньо путівку до Екстракласи отримала «Корона», а перехідні ігри за вихід до Екстракласи було скасовано.